# RAGッ STORY
「RAGッ STORY」（ラグッ ストーリー）は、RAG FAIRのベストアルバム。

## 収録曲
- DISC1

1. ラブラブなカップル フリフリでチュー
2. 恋のマイレージ
3. Sheサイドストーリー
4. あさってはSunday
5. かえりみち
6. 空がきれい
7. 七転び八起き
8. 白い天使が降りてくる
9. Old Fashioned Love Song
10. HANA
11. Dip!Dip!Dip!
12. 君でなければ
13. at the circle
14. ハレルヤ
15. 半熟ラプソディ
16. Summer Smile
17. fallin'LOVE（Bonus Track）

- DISC2

エンハンスド仕様で、ストリートライブ映像が収録されている。
1. スターズオンRAG FAIR
RAG FAIRの曲達をメドレー形式につなげたトラック。スターズ・オン45の「ショッキング・ビートルズ」を意識した作品である[1]。